# Orangey
Orangey (asi 1950 – 1967 Los Angeles) byl samec kočky domácí, který se proslavil v Hollywoodu jako zvířecí herec. Dostal jméno podle zbarvení připomínajícího pomerančovou marmeládu, byl známý také jako Jeremy, Rhubarb nebo Orangey Minerva. K filmu ho přivedl cvičitel filmových zvířat Frank Inn.
Orangey debutoval roku 1951 v komedii o kocourovi, který zdědil baseballový klub, Rhubarb the Millionaire Tomcat (byl jednou ze čtrnácti koček, které byly v této náročné roli použity). Účinkoval v sitcomech Our Miss Brooks a The Beverly Hillbillies, seriálu Alfred Hitchcock uvádí, vědeckofantastických filmech Ostrov zvaný Země a Návštěva na malé planetě a horroru Komedie plná hrůz. Hrál také Mouschi, kočku Anne Frankové ve filmu George Stevense The Diary of Anne Frank. Jeho nejznámější rolí je kocour slečny Holly (Audrey Hepburnová) ve filmu Snídaně u Tiffanyho. 
Orangey byl oblíben u režisérů pro schopnost zůstat dlouho na jednom místě, avšak proslul také náladovostí a častým napadáním pracovníků filmového štábu. Jako jediná kočka v historii získal dvakrát cenu pro zvířecího herce roku PATSY Award (1952 a 1962). Svoji poslední roli hrál v seriálu Batman. Uhynul v roce 1967 a byl pochován ve Forest Lawn Memorial Park (Hollywood Hills).
Režisérka Sofia Bohdanowicz o něm natočila dokumentární film The Hardest Working Cat in Show Biz.